# Mario Andretti
Mario Andretti (født 28. februar 1940 i Montona d'Istria, Italien – i dag en del af Kroatien) er en tidligere Formel 1-kører. Frem til 1955 var han bosiddende i Lucca, Italien, hvorefter han fik amerikansk statsborgerskab og begyndte at køre i USAC-serien. 
Her opnåede han hurtigt resultater ved at vinde mesterskabet i både 1965 og 1966. Det efterfølgende år overgik han til NASCAR-serien, hvor han vandt Daytona 500 og for tredje gang Sebring 12-timersløb.
I 1968 fik han sin Formel 1-debut for Lotus. Allerede i sit første løb i USA sikrede han sig pole position, men opnåede ingen sejre. Dette gentog sig i 1969, hvor han dog samtidig kørte USAC-serien, som han igen vandt sammen med Indianapolis 500-løbet.
Hans første Formel 1-sejr kom i Sydafrika i 1971 og indtil i 1978 vandt han verdensmesterskabet.